# Peribatodes
Peribatodes är ett släkte av fjärilar som beskrevs av Eugen Wehrli 1943. Peribatodes ingår i familjen mätare.

## Bildgalleri

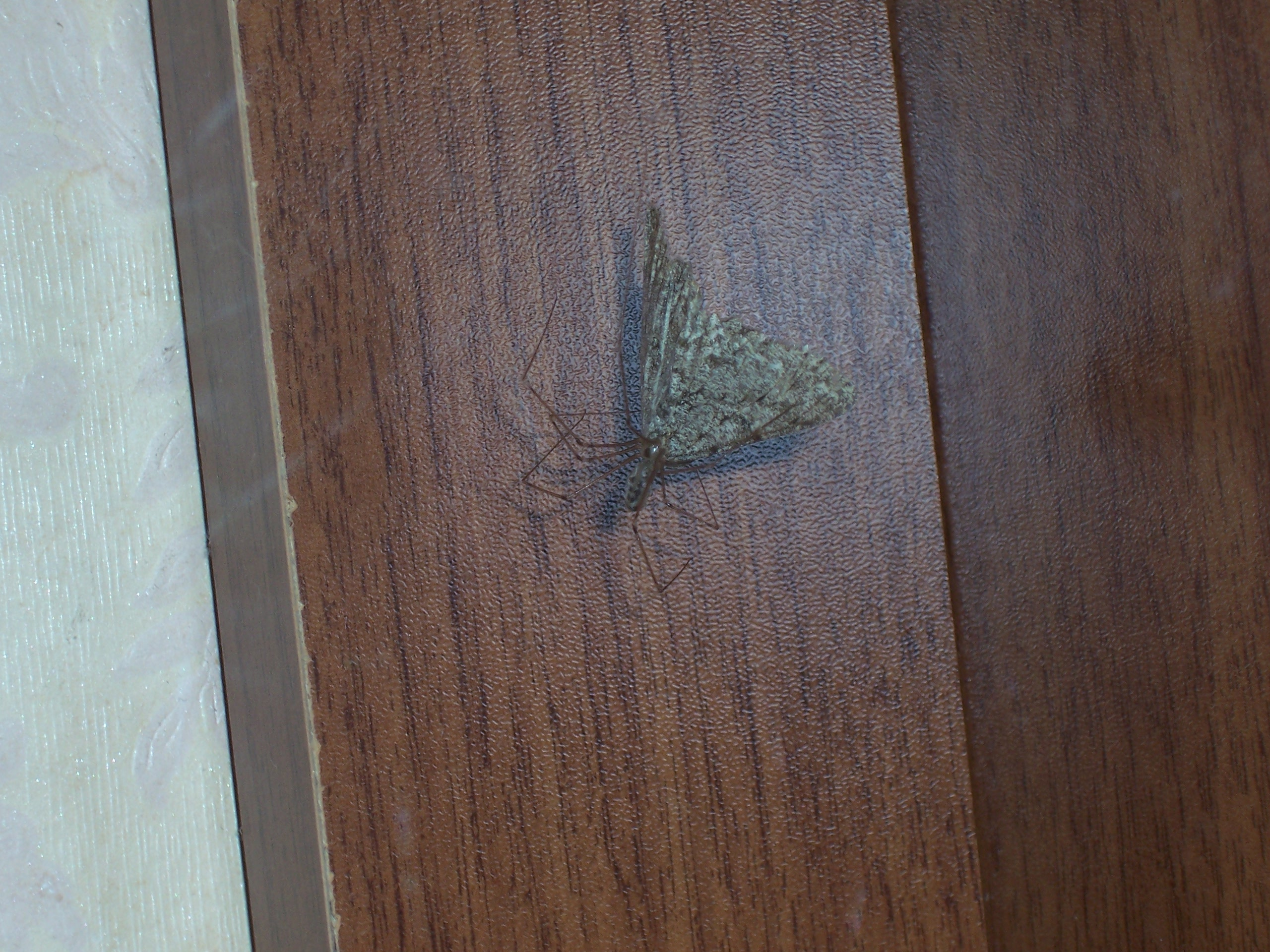
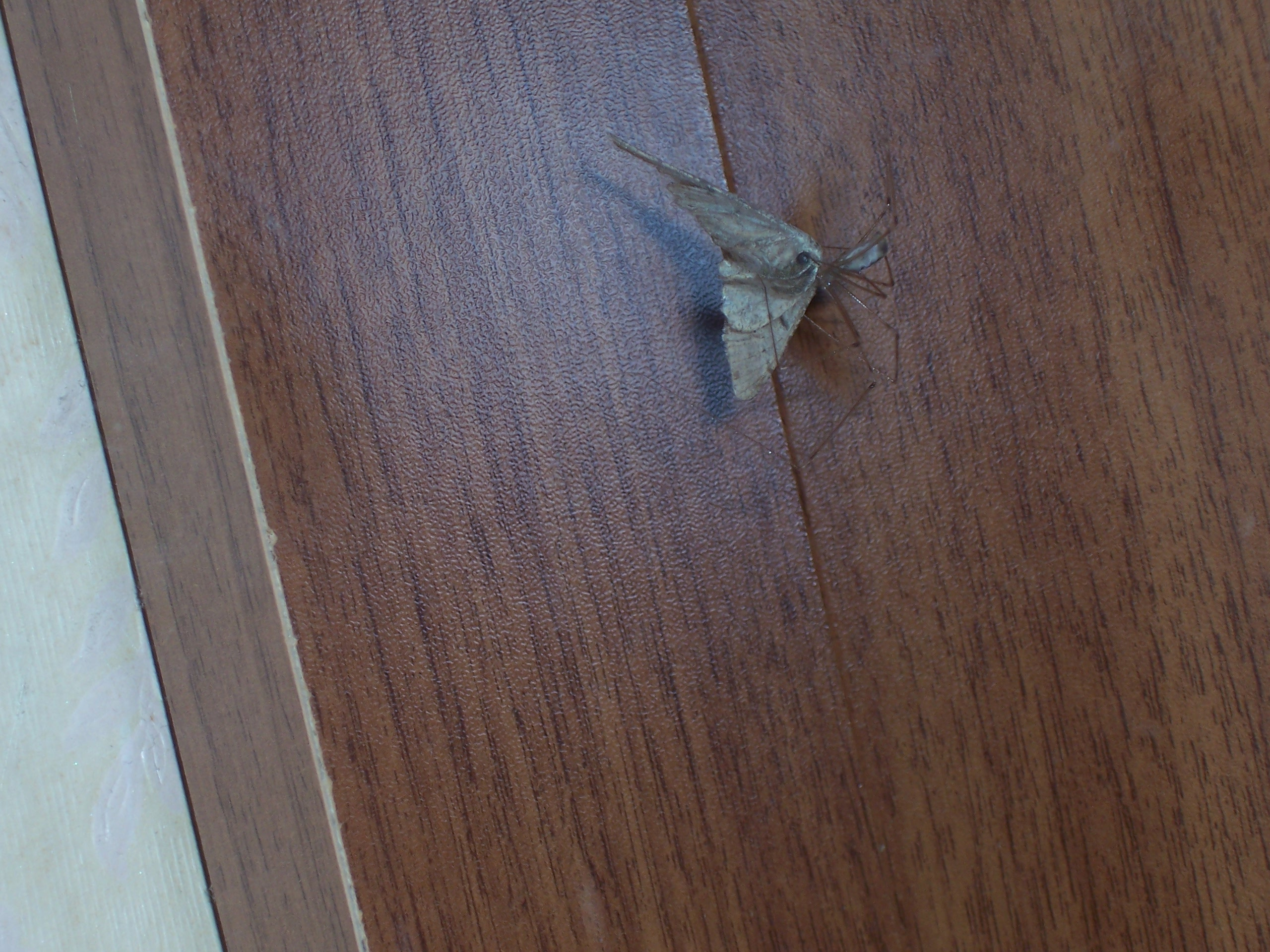
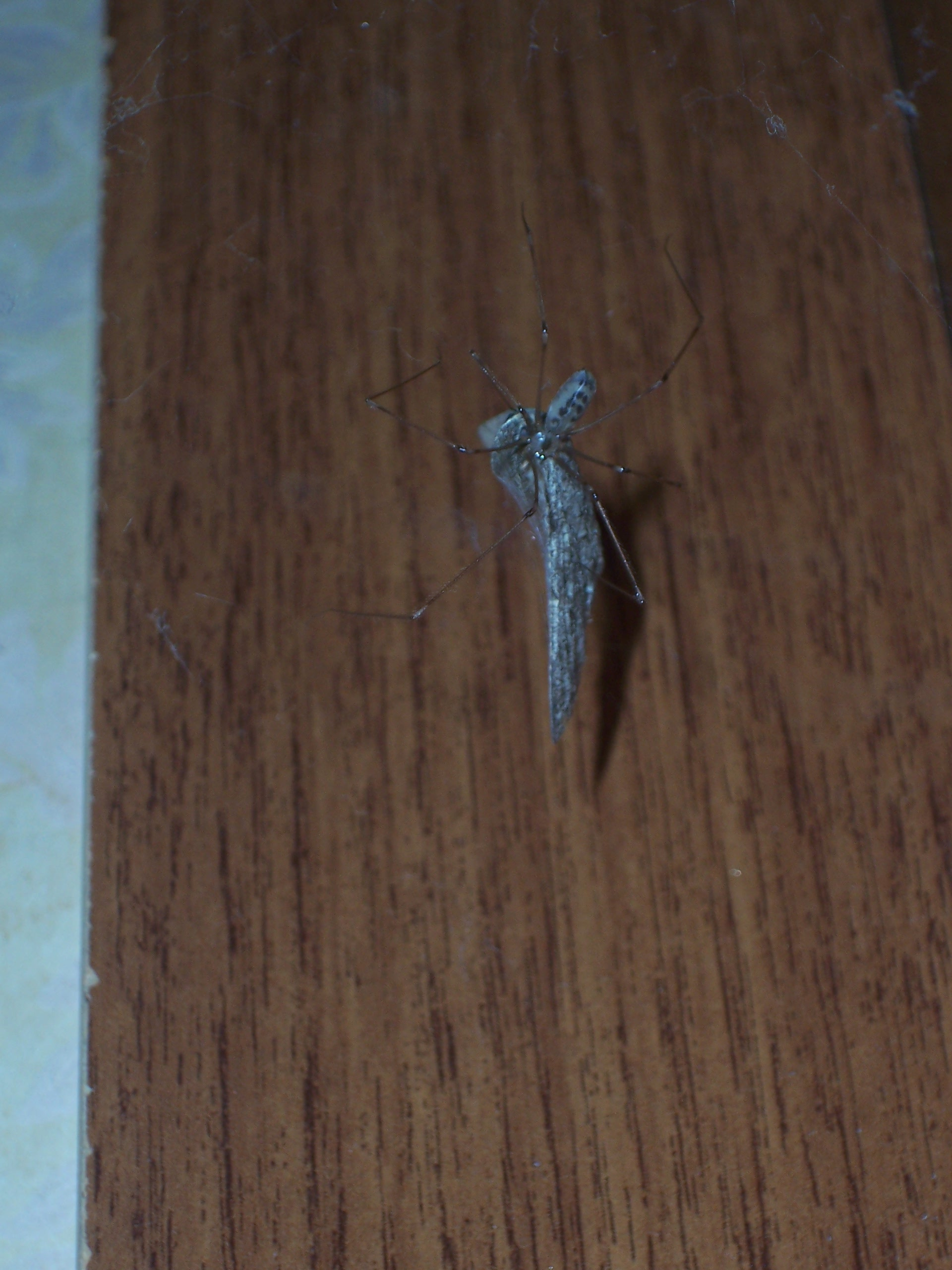
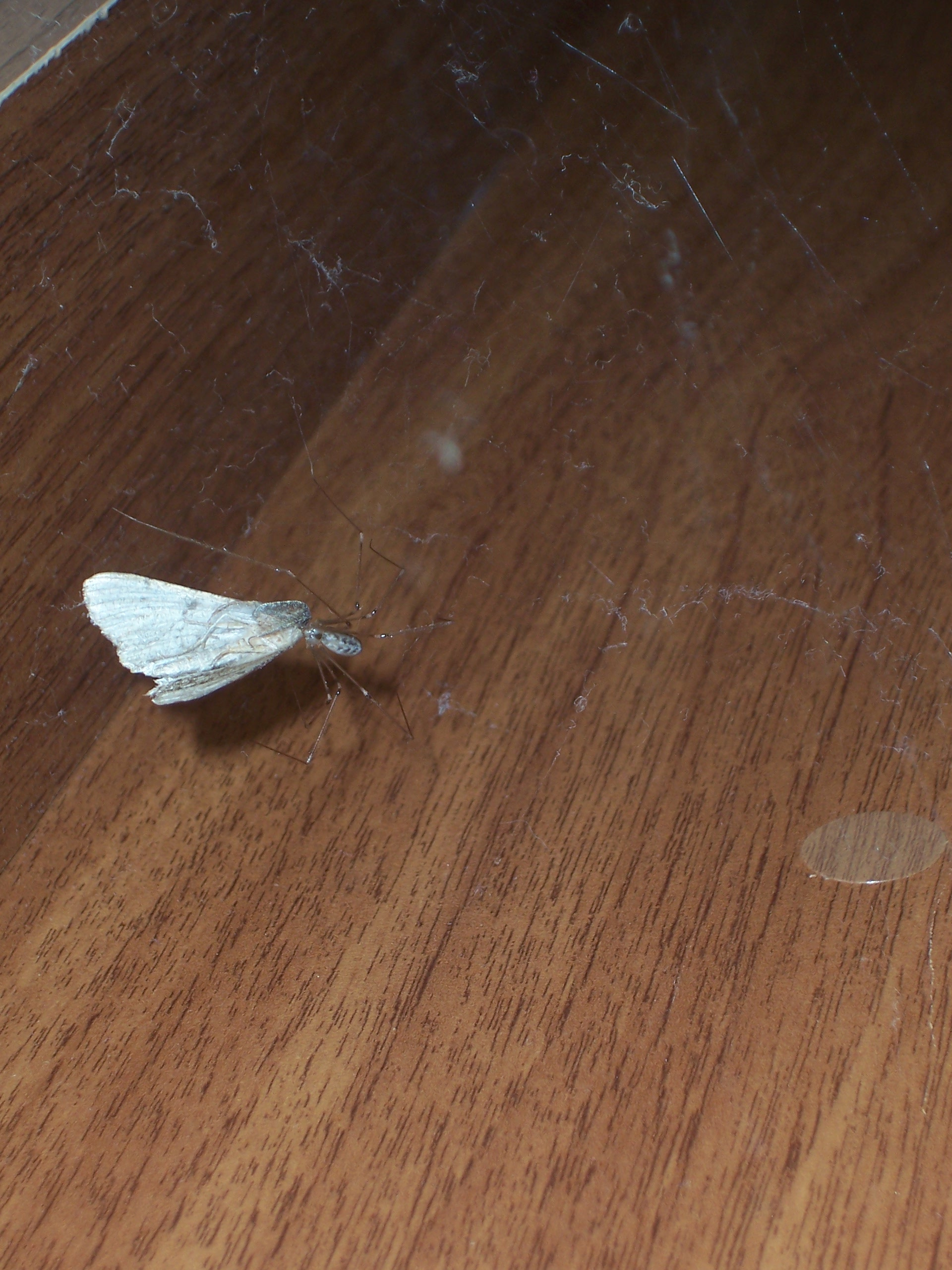
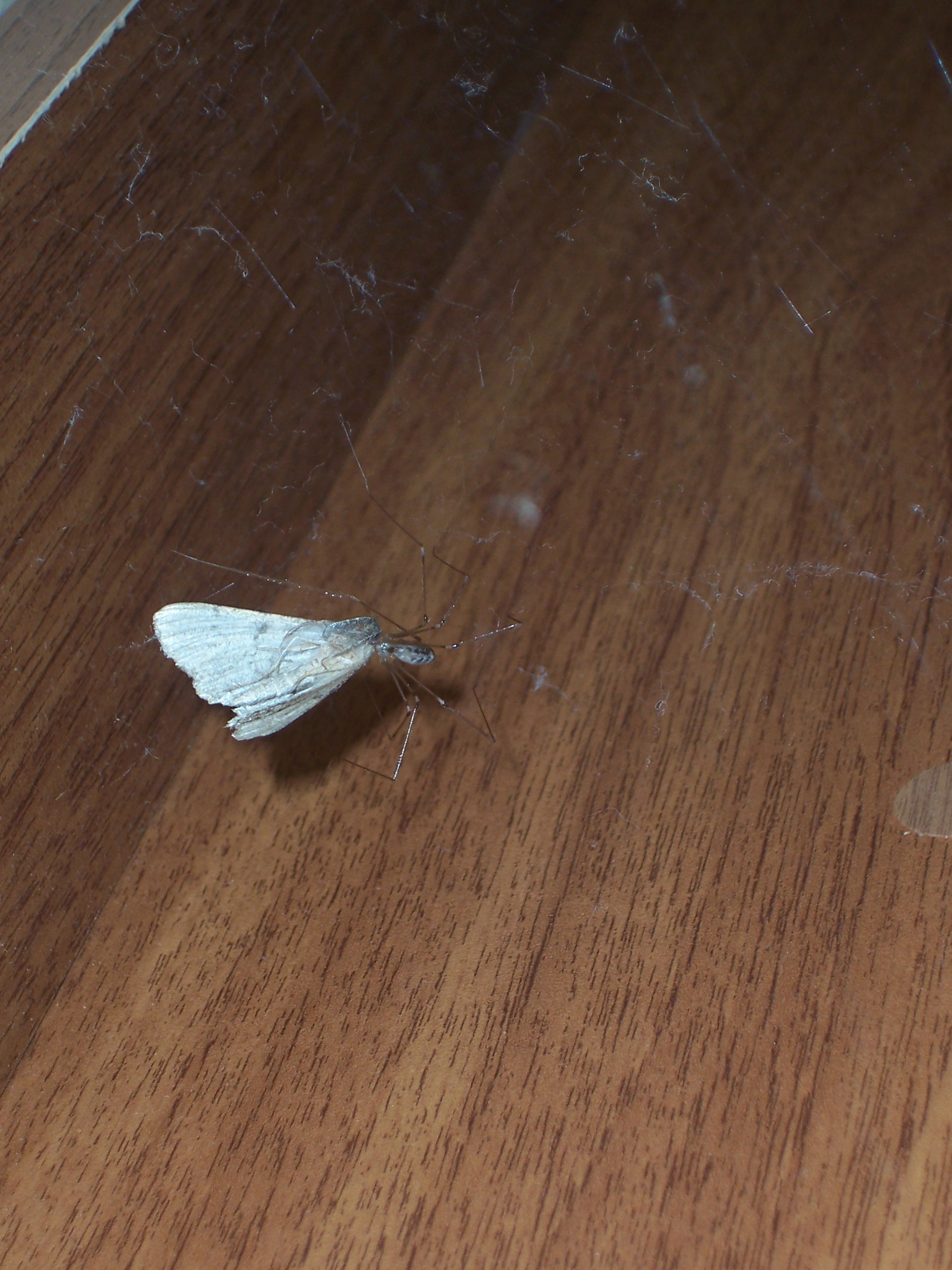
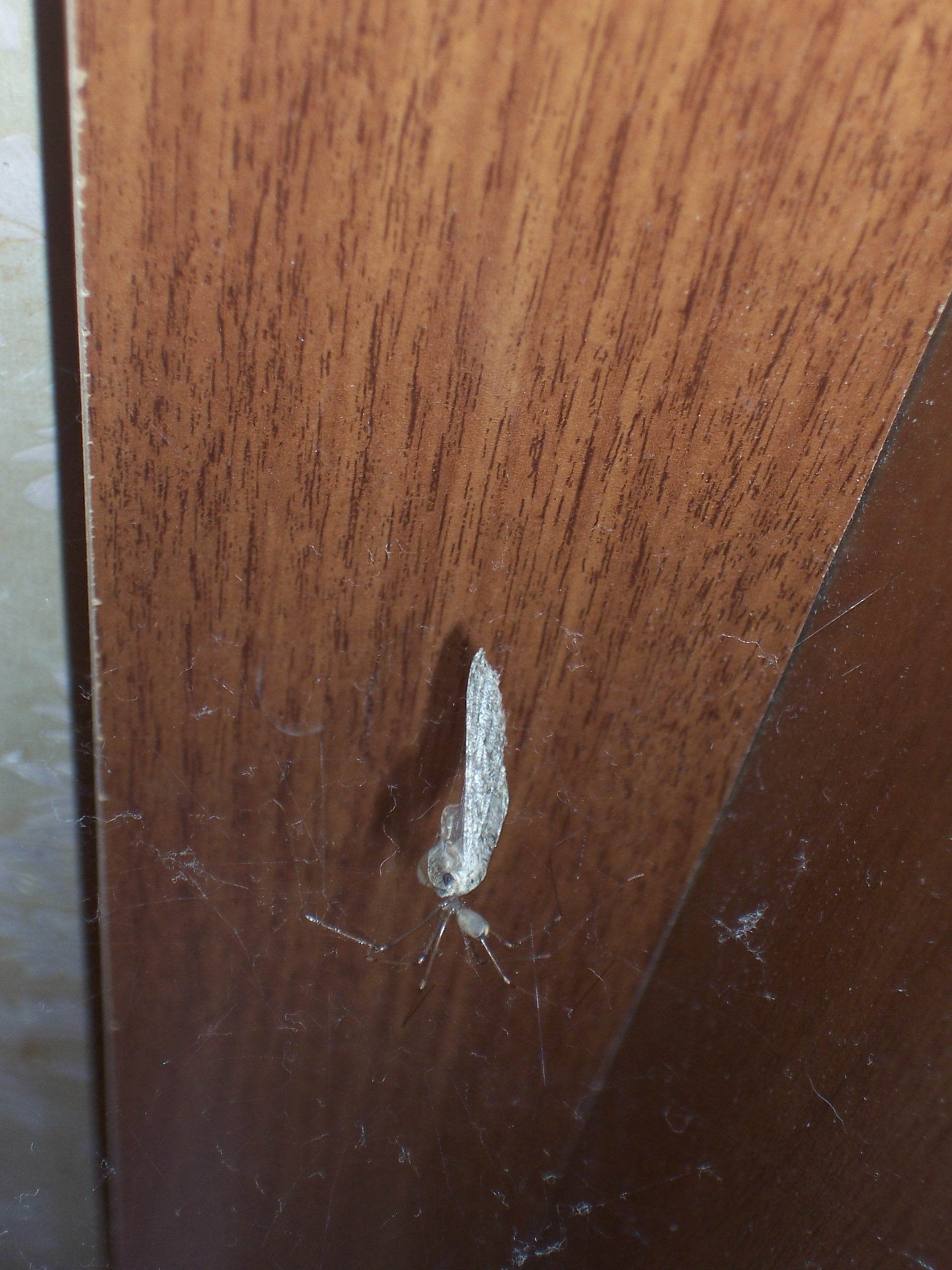

## Dottertaxa tillPeribatodes, i alfabetisk ordning[1][2]
- Peribatodes abstersaria
- Peribatodes aechmeëssa
- Peribatodes aragonis
- Peribatodes aterrima
- Peribatodes australaria
- Peribatodes brevipennis
- Peribatodes brunneata
- Peribatodes buxicolaria
- Peribatodes conjuncta
- Peribatodes consimilaria
- Peribatodes contracta
- Peribatodes contrasta
- Peribatodes correptaria
- Peribatodes corsicaria
- Peribatodes decosteraria
- Peribatodes defloraria
- Peribatodes defumaria
- Peribatodes deumbrata
- Peribatodes druentiaria
- Peribatodes exquisita
- Peribatodes fallentaria
- Peribatodes fasciata
- Peribatodes francosuevica
- Peribatodes frimbriaria
- Peribatodes galliberia
- Peribatodes gemmaria
- Peribatodes haggarti
- Peribatodes huebneri
- Peribatodes ilicaria
- Peribatodes illicaria
- Peribatodes illineata
- Peribatodes inouei
- Peribatodes jacobiaria
- Peribatodes jugurthina
- Peribatodes khenchelae
- Peribatodes maghrebica
- Peribatodes manuelaria
- Peribatodes marinaria
- Peribatodes matrensis
- Peribatodes melas
- Peribatodes millierata
- Peribatodes mimeuri
- Peribatodes minor
- Peribatodes montserrata
- Peribatodes nigerrima
- Peribatodes nigra
- Peribatodes nigrata
- Peribatodes obscura
- Peribatodes obsoletaria
- Peribatodes occidentaria
- Peribatodes orcus
- Peribatodes panorma
- Peribatodes perfumaria
- Peribatodes perversaria
- Peribatodes powelli
- Peribatodes psoralaria
- Peribatodes rebeli
- Peribatodes rhomboidaria
- Peribatodes rometschi
- Peribatodes saerdabensis
- Peribatodes secundaria
- Peribatodes simplicia
- Peribatodes subflavaria
- Peribatodes sublutearia
- Peribatodes syrilibani
- Peribatodes syrilibanoni
- Peribatodes syrirana
- Peribatodes syrisca
- Peribatodes syritaurica
- Peribatodes tangens
- Peribatodes umbraria
- Peribatodes uniformata
- Peribatodes unigrisea
- Peribatodes vaucheri